# شهرستان فیت (تگزاس)
شهرستان فیت، تگزاس (به انگلیسی: Fayette County, Texas) یک سکونتگاه مسکونی در ایالات متحده آمریکا است که در تگزاس واقع شده‌است.

## خصوصیات
شهرستان فیت ۲٬۴۸۶ کیلومترمربع مساحت دارد.